# PXDC1
PXDC1 (англ. PX domain containing 1) – білок, який кодується однойменним геном, розташованим у людей на 6-й хромосомі. Довжина поліпептидного ланцюга білка становить 231 амінокислот, а молекулярна маса — 26 560.
| 10         |  | 20         |  | 30         |  | 40         |  | 50         |
| ---------- |  | ---------- |  | ---------- |  | ---------- |  | ---------- |
| MASAVFEGTS |  | LVNMFVRGCW |  | VNGIRRLIVS |  | RRGDEEEFFE |  | IRTEWSDRSV |
| LYLHRSLADL |  | GRLWQRLRDA |  | FPEDRSELAQ |  | GPLRQGLVAI |  | KEAHDIETRL |
| NEVEKLLKTI |  | ISMPCKYSRS |  | EVVLTFFERS |  | PLDQVLKNDN |  | VHKIQPSFQS |
| PVKISEIMRS |  | NGFCLANTET |  | IVIDHSIPNG |  | RDQQLGVDPT |  | EHLFENGSEF |
| PSELEDGDDP |  | AAYVTNLSYY |  | HLVPFETDIW |  | D          |  |            |

A: Аланін

C: Цистеїн

D: Аспарагінова кислота

E: Глутамінова кислота

F: Фенілаланін

G: Гліцин

H: Гістидин

I: Ізолейцин

K: Лізин

L: Лейцин

M: Метіонін

N: Аспарагін

P: Пролін

Q: Глутамін

R: Аргінін

S: Серин

T: Треонін

V: Валін

W: Триптофан